# Hugh Nissenson
Hugh Nissenson (ur. 10 marca 1933 w Nowym Jorku, zm. 13 grudnia 2013 tamże) – amerykański pisarz.

## Życiorys
Hugh Nissenson urodził się 10 marca 1933 roku jako syn Charlesa i Harriette Nissenson. Uczęszczał do szkoły Fieldston Riverdale w Bronx, gdzie otrzymał stopień licencjata w Swarthmore College w Pensylwanii w 1955 roku. Siedem lat później poślubił Marilyn Claster; z tego związku urodziły się dwie córki. Został uhonorowany nagrodą Edwarda Lewisa Wallant Award i nagrodą Gaylactic Spectrum Awards, a także otrzymał nominację do nagrody Jamesa Tiptree Jr. i nagrody Langum Prizes. 